# Mănăstirea franciscană din Bač
Mănăstirea franciscană din Bač (în alfabetul chirilic sârb: Фрањевачки самостан у Бачу; în alfabetul latin sârb: Franjevački samostan u Baču) este o mănăstire franciscană situată în Bač, în provincia autonomă Voivodina și districtul Bačka de Sud, Serbia. Este inclusă pe lista monumentelor de importanță excepțională din Republica Serbia (identificatorul nr. SK 1014).

## Istoric
Mănăstirea Bač, în apropiere de Bačka Palanka, cu biserica sa dedicată Adormirii Maicii Domnului și clădirile sale religioase, a fost fondată la jumătatea secolului al XII-lea și a servit drept popas pentru cruciații în drumul lor spre Țara Sfântă. La Marea invazie mongolă din 1241 situl a fost  devastat, iar ulterior a fost reconstruit.
După căderea Regatului latin al Ierusalimului în 1291, mănăstirea și-a pierdut rolul de popas și, în prima jumătate a secolului al XIV-lea, a devenit sediul unei comunități de călugări franciscani, în conformitate cu o decizie a regelui Andrei al III-lea al Ungariei, ultimul rege din dinastia arpadiană.
În 1526, în bătălia de la Mohács, otomanii au învins trupele Regatului Ungariei și au ocupat țara. În 1665, călătorul turc Evliya Çelebi a descris fosta mănăstire după cum urmează: „Cea mai importantă moschee [din Bač] este vechea moschee, care a fost cândva o mănăstire mare și care este acum moscheea lui Suleiman-han (...) Turnul, care în vechime era o clopotniță, este acum un minaret musulman”.
În 1688, moscheea a redevenit biserică, iar mănăstirea a fost reconstruită. Cu toate acestea, în timpul rebeliunii lui Francisc Rákóczi al II-lea împotriva austriecilor din 1703-1711, mănăstirea abia restaurată a fost din nou deteriorată. Lucrările de reconstrucție au început în 1711, iar mănăstirea a căpătat înfățișarea sa actuală între 1734 și 1768.

## Arhitectură și pictură
Arhitectura mănăstirii stă mărturie a istoriei sale pline de evenimente. Cea mai veche parte a complexului mănăstiresc se găsește în absida bisericii romanice, care are o structură pentagonală și un apareiaj în care se amestecă piatra cioplită și cărămida; absida este flancată de un clopotniță masivă. Nava are o boltă în cruce, în timp ce traveea de vest pare să fie de dată ulterioară; o nișă în peretele sudic datează din perioada otomană. Fragmente arhitecturale de pe fațade sunt caracteristice stilului gotic. Pe peretele sudic al navei, pe un arc din fața zonei altarului, se află două fragmente de frescă gotică; una prezintă două capete, iar cealaltă un om încoronat cu un motiv împrumutat din vocabularul viței de vie.
În refectoriul mănăstirii se află o frescă reprezentând Cina cea de Taină, o lucrare barocă datând din 1737.

## Manuscrise și cărți
Mănăstirea posedă manuscrise și cărți tipărite în secolele al XVII-lea și al XVIII-lea.